# Sznajd-modellen
Sznajd-modellen er navnet på en række sociofysiske beskrivelser af beslutningsprocessen hos grupper af mennesker. Den blev oprindeligt formuleret af Katarzyna Sznajd-Weron og Jozef Sznajd i 2000. I 2007 modtog Katarzyna Sznajd-Weron DPG's Young-Scientist Award for Socio- and Econophysics som anerkendelse for sin model. Modellen er også kendt som Sznajd-Weron-modellen og blev oprindeligt kaldt USDF-modellen, hvilket er en forkortelse for "United we Stand, Divided we Fall".

## Modellen
I den første og simpleste version af modellen betragter man en gruppe af individer, der kan have én af to holdninger - fx ja eller nej - som kun kan ændres ved interaktion med andre individer. For at holde det simpelt står individerne på række - dvs. en gittermodel - og kan kun interagere med nogen, der står 2 pladser væk eller mindre. Til at starte med vil ja- sigere og nej-sigere stå tilfældigt, og der vil være omkring lige mange af hver. For hvert tidsskridt vælges et tilfældigt par på rækken, som enten kan være enigt eller uenigt. Er de enige, antager deres to naboer også samme holdning. Er parret derimod internt uenigt, bliver de to naboer også internt uenige.
Matematisk kan hvert individ nummereres, så alle står i rækkefølge. Holdningen hos individ nr. i udtrykkes ved symbolet {\displaystyle S_{i}}, som kan antage værdierne {\displaystyle S_{i}=-1} for nej eller {\displaystyle S_{i}=1} for ja. Systemet udvikler sig efter følgende algoritme:
1. Vælg tilfældigt parret {\displaystyle S_{i}} og {\displaystyle S_{i+1}}.
2. Opdater naboerne således at {\displaystyle S_{i-1}=S_{i+1}} og {\displaystyle S_{i+2}=S_{i}}.
3. Gentag 1.-2.[2]

Opdateringen kan programmeres på en computer for effektivt at simulere diskussionen blandt et stort antal mennesker for mange tidsskridt.